# Consorti dei sovrani prussiani
La Regina di Prussia era la regina consorte del sovrano del Regno di Prussia, dalla sua istituzione nel 1701 alla sua abolizione nel 1918. Poiché tutti i sovrani di Prussia dovevano essere maschi, non c'è mai stata una regina regnante di Prussia. Fino al 1806, la Regina di Prussia era anche Elettrice di Brandeburgo; dopo il 1871, fu anche Imperatrice tedesca. Fino al 1772, il suo titolo era Regina in Prussia (confronta Re in Prussia).

## Duchesse di Prussia (1526 – 1701)
Hohenzollern 
| Immagine | Nome                                | Padre                                                                          | Nascita           | Matrimonio       | Regno                              | Fine regno                        | Morte            | Consorte            |
| -------- | ----------------------------------- | ------------------------------------------------------------------------------ | ----------------- | ---------------- | ---------------------------------- | --------------------------------- | ---------------- | ------------------- |
|          | Dorotea di Danimarca                | Federico, re di Danimarca (Oldenburg)                                          | 1º agosto 1504    | 1º luglio 1526   | 1º luglio 1526                     | 11 aprile 1547                    | 11 aprile 1547   | Alberto             |
|          | Anna Maria di Brunswick-Lüneburg    | Eric I, duca di Brunswick-Lüneburg e principe di Calenberg-Göttingen (Welf)    | 23 aprile 1532    | 26 febbraio 1550 | 26 febbraio 1550                   | 20 marzo 1568 morte del marito    | 20/21 marzo 1568 | Alberto             |
|          | Maria Eleonora di Cleves            | Guglielmo, Duca di Jülich-Cleves-Berg (De la Marck)                            | 25 giugno 1550    | 14 ottobre 1573  | 14 ottobre 1573                    | 1º giugno 1608                    | 1º giugno 1608   | Alberto Federico    |
|          | Anna di Prussia                     | Alberto Federico, Duca di Prussia (Hohenzollern)                               | 3 luglio 1576     | 30 ottobre 1594  | 28 agosto 1618 ascesa del marito   | 23 dicembre 1619 morte del marito | 30 agosto 1625   | Giovanni Sigismondo |
|          | Elisabetta Carlotta del Palatinato  | Federico IV, Elettore Palatino (Palatinato-Simmern)                            | 19 novembre 1597  | 24 luglio 1616   | 23 dicembre 1619 ascesa del marito | 1º dicembre 1640 morte del marito | 26 aprile 1660   | Giorgio Guglielmo   |
|          | Luisa Enrichetta d'Orange           | Federico Enrico, Principe d'Orange (Orange-Nassau)                             | 7 dicembre 1627   | 7 dicembre 1646  | 7 dicembre 1646                    | 18 giugno 1667                    | 18 giugno 1667   | Federico Guglielmo  |
|          | Sofia Dorotea di Schleswig-Holstein | Filippo, Duca di Schleswig-Holstein (Schleswig-Holstein-Sonderburg-Glücksburg) | 28 settembre 1636 | 14 giugno 1668   | 14 giugno 1668                     | 29 aprile 1688 morte del marito   | 6 agosto 1689    | Federico Guglielmo  |
|          | Sofia Carlotta di Hannover          | Ernesto Augusto, Elettore di Hannover (Hannover)                               | 30 ottobre 1668   | 8 ottobre 1684   | 29 aprile 1688 ascesa del marito   | 18 gennaio 1701 diventò Regina    | 1º febbraio 1705 | Federico            |

## Regine in Prussia (1701 – 1772)
Hohenzollern 
| Immagine | Nome                                    | Padre                                                                | Nascita         | Matrimonio       | Regno                               | Fine regno                                          | Morte            | Consorte             |
| -------- | --------------------------------------- | -------------------------------------------------------------------- | --------------- | ---------------- | ----------------------------------- | --------------------------------------------------- | ---------------- | -------------------- |
|          | Sofia Carlotta di Hannover              | Ernesto Augusto, Elettore di Hannover (Hannover)                     | 30 ottobre 1668 | 8 ottobre 1684   | 18 gennaio 1701 elevata da Duchessa | 1º febbraio 1705                                    | 1º febbraio 1705 | Federico I           |
|          | Sofia Luisa di Meclemburgo-Schwerin     | Federico, Duca di Meclemburgo-Grabow (Meclemburgo-Schwerin)          | 6 maggio 1685   | 28 novembre 1708 | 28 novembre 1708                    | 25 febbraio 1713 morte del marito                   | 29 luglio 1735   | Federico I           |
|          | Sofia Dorotea di Hannover               | Giorgio I di Gran Bretagna (Hannover)                                | 16 marzo 1687   | 28 novembre 1706 | 25 febbraio 1713 ascesa del marito  | 31 maggio 1740 morte del marito                     | 28 giugno 1757   | Federico Guglielmo I |
|          | Elisabetta Cristina di Brunswick-Bevern | Ferdinando Alberto II, Duca di Brunswick-Lüneburg (Brunswick-Bevern) | 8 novembre 1715 | 12 giugno 1733   | 31 maggio 1740 ascesa del marito    | 22 settembre 1772 cessò di essere Regina in Prussia | 13 gennaio 1797  | Federico II          |

## Regine di Prussia (1772 – 1918)
Hohenzollern 
| Immagine | Nome                                    | Padre                                                                                  | Nascita           | Matrimonio       | Regno                                       | Fine regno                             | Morte            | Consorte               |
| -------- | --------------------------------------- | -------------------------------------------------------------------------------------- | ----------------- | ---------------- | ------------------------------------------- | -------------------------------------- | ---------------- | ---------------------- |
|          | Elisabetta Cristina di Brunswick-Bevern | Ferdinando Alberto II, Duca di Brunswick-Lüneburg (Brunswick-Bevern)                   | 8 novembre 1715   | 12 giugno 1733   | 22 settembre 1772 Diventò Regina di Prussia | 17 agosto 1786 morte del marito        | 13 gennaio 1797  | Federico II            |
|          | Federica Luisa d'Assia-Darmstadt        | Luigi IX, Langravio d'Assia-Darmstadt (Assia-Darmstadt)                                | 16 ottobre 1751   | 14 luglio 1769   | 17 agosto 1786 ascesa del marito            | 16 novembre 1797 morte del marito      | 25 febbraio 1805 | Federico Guglielmo II  |
|          | Luisa di Meclemburgo-Strelitz           | Carlo II, Granduca di Meclemburgo-Strelitz (Meclemburgo-Strelitz)                      | 10 marzo 1776     | 24 dicembre 1793 | 16 novembre 1797 ascesa del marito          | 9 luglio 1810                          | 9 luglio 1810    | Federico Guglielmo III |
|          | Elisabetta Ludovica di Baviera          | Massimiliano I Giuseppe, re di Baviera (Wittelsbach)                                   | 13 novembre 1801  | 29 novembre 1823 | 7 giugno 1840 ascesa del marito             | 2 gennaio 1861 morte del marito        | 14 dicembre 1873 | Federico Guglielmo IV  |
|          | Augusta di Sassonia-Weimar              | Carlo Federico, Granduca di Sassonia-Weimar-Eisenach (Sassonia-Weimar-Eisenach)        | 30 settembre 1811 | 11 giugno 1829   | 2 gennaio 1861 ascesa del marito            | 9 marzo 1888 morte del marito          | 7 gennaio 1890   | Guglielmo I            |
|          | Vittoria di Gran Bretagna               | Alberto, Principe Consorte del Regno Unito (Sassonia-Coburgo-Gotha)                    | 21 novembre 1840  | 25 gennaio 1858  | 9 marzo 1888 ascesa del marito              | 15 giugno 1888 morte del marito        | 5 agosto 1901    | Federico III           |
|          | Augusta Vittoria di Schleswig-Holstein  | Federico VIII, Duca di Schleswig-Holstein (Schleswig-Holstein-Sonderburg-Augustenburg) | 22 ottobre 1858   | 27 febbraio 1881 | 15 giugno 1888 ascesa del marito            | 9 novembre 1918 abdicazione del marito | 11 aprile 1921   | Guglielmo II           |

## Mogli dei pretendenti al trono di Prussia
Hohenzollern 
| Immagine | Nome                                   | Padre                                                                                  | Nascita           | Matrimonio       | Regno                                  | Fine regno                      | Morte            | Consorte                             |
| -------- | -------------------------------------- | -------------------------------------------------------------------------------------- | ----------------- | ---------------- | -------------------------------------- | ------------------------------- | ---------------- | ------------------------------------ |
|          | Augusta Vittoria di Schleswig-Holstein | Federico VIII, Duca di Schleswig-Holstein (Schleswig-Holstein-Sonderburg-Augustenburg) | 22 ottobre 1858   | 27 febbraio 1881 | 9 novembre 1918 abdicazione del marito | 11 aprile 1921                  | 11 aprile 1921   | Guglielmo II                         |
|          | Erminia di Reuss-Greiz                 | Enrico XXII, Principe Reuss di Greiz (Reuss)                                           | 17 dicembre 1887  | 5 novembre 1922  | 5 novembre 1922                        | 4 giugno 1941 morte del marito  | 7 agosto 1947    | Guglielmo II                         |
|          | Cecilia di Meclemburgo-Schwerin        | Federico Francesco III di Meclemburgo-Schwerin (Meclemburgo-Schwerin)                  | 20 settembre 1886 | 6 giugno 1905    | 4 giugno 1941                          | 20 luglio 1951 morte del marito | 6 maggio 1954    | Principe Guglielmo di Prussia        |
|          | Kira Kirillovna di Russia              | Granduva Kirill Vladimirovič di Russia (Romanov)                                       | 9 maggio 1909     | 4 maggio 1938    | 20 luglio 1951                         | 8 settembre 1967                | 8 settembre 1967 | Principe Luigi Ferdinando di Prussia |
|          | Sofia di Isenburg                      | Franz Alexander, Principe di Isenburg (Isenburg)                                       | 7 marzo 1978      | 25 agosto 2011   | 25 agosto 2011                         | in carica                       | in carica        | Principe Giorgio Federico di Prussia |